# Mézilhac

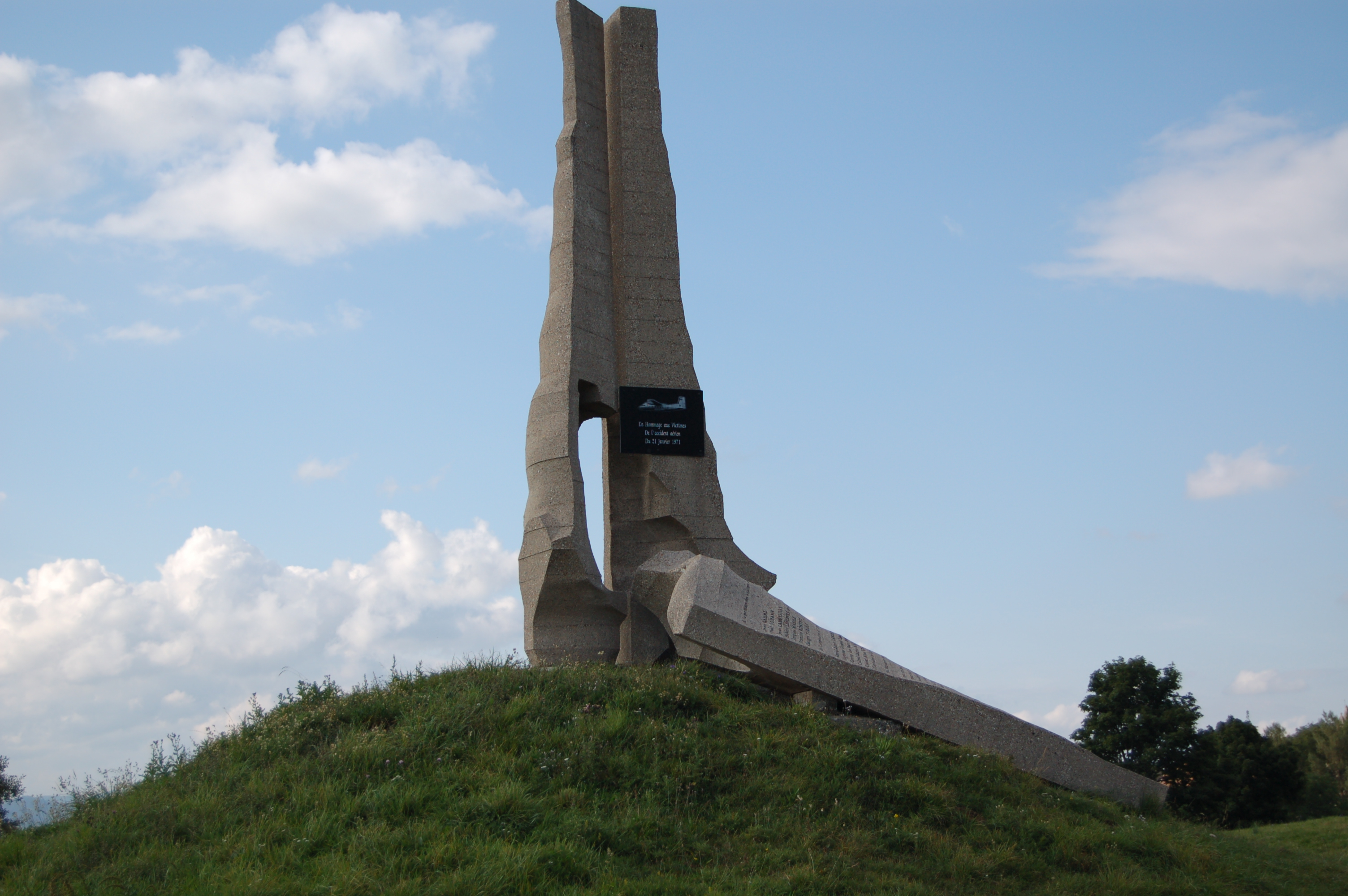
Pomnik pamięci ofiar katastrofy lotniczej z 1971 roku (2008)

Mézilhac – miejscowość i gmina we Francji, w regionie Owernia-Rodan-Alpy, w departamencie Ardèche.
Według danych na rok 1990 gminę zamieszkiwało 140 osób, a gęstość zaludnienia wynosiła 5 osób/km² (wśród 2880 gmin regionu Rodan-Alpy Mézilhac plasuje się na 1482. miejscu pod względem liczby ludności, natomiast pod względem powierzchni na miejscu 264.).